# Posta (okręg Marmarosz)
Posta – wieś w Rumunii, w okręgu Marmarosz, w gminie Remetea Chioarului. W 2011 roku liczyła 370 mieszkańców.